# Sílvia Lutucuta
Sílvia Paula Valentim Lutucuta (Huambo, 14 de junio de 1968) es una cardióloga, profesora universitaria y ministra de Salud de Angola.

## Biografía
Hizo la parte inicial de sus estudios primarios en el Colegio São José de Cluny no Bié y terminó en la Escuela Primaria femenina nº 163 en Bairro São João. Realizó sus estudios secundarios en la escuela de 2° grado Comandante Dangereux, el 3° grado en la escuela Comandante Bula y el Preuniversitario de Ciencias Biológicas, todos en la Provincia de Huambo.

### Carrera académica
En 1984, con 16 años, ingresó en la Facultad de Medicina de la Universidad Agostinho Neto - Huambo. Completó su carrera en 1990 en los 6 años establecidos y, como era la más joven y mejor alumna, con solo 21 años, le ofrecieron una beca de posgrado.
Inspirada por su abuela materna angoleña (nacionalista que siempre defendió la importancia de la formación avanzada para la mujer, su emancipación e independencia económica) que padecía una grave enfermedad cardíaca, en 1991 se especializó en cardiología en el Hospital Santa Maria (Lisboa, Portugal).
Jefa del Departamento de Posgrado e Investigación Científica, con experiencia en Investigación - Biología Molecular y Genética de las Enfermedades Cardiovasculares de la Facultad de Medicina de la Universidad Agostinho Neto.

### Carrera política y asociativa
Desde el punto de vista asociativo y de liderazgo, siempre formó parte de la dirección de organizaciones asociativas durante su carrera estudiantil, de posgrado y profesional. Fue miembro y presidenta de la Asociación de Estudiantes Preuniversitarios de Huambo, Presidenta de la Asociación de Estudiantes de Medicina de Huambo, Miembro de la Asociación Nacional de Estudiantes de Educación Superior de Angola, Miembro de la Asociación de Posgraduados de Portugal, Miembro de la Asociación Njango en los EE . UU., Miembro de la Asociación Médica Portuguesa de Angola y Miembro de la Asociación Médica Angoleña de Portugal, Miembro de la Sociedad Portuguesa de Cardiología, Miembro de la Sociedad Portuguesa de Estimulación Cardíaca, Miembro de la Sociedad de la Sociedad Angoleña de Cardiología, Vicepresidenta de la Sociedad Angoleña de Enfermedades Cardiovasculares y Miembro del Senado de la Universidade Agostinho Neto.